# Stephan von Pisa
Stephan von Pisa, lateinisch auch Stephanus Antiochenus und Stephanus philosophus, war ein Arzt und Autor, dessen Wirkungszeit im 12. Jahrhundert liegt.

## Leben
Stephan studierte an der Schule von Salerno, vermutlich bei Copho.
Um 1125/27 reiste Stephan nach Antiochia, wo er ein Haus in der Pfarrei St. Salvator bewohnte. Dort übersetzte er 1127 das Kitāb al-malakī des ʿAli ibn al-ʿAbbas al-Madschūsi als Liber regalis dispositionis. Eine unvollständige und zudem geraffte Übersetzung des Werkes, die Stephan bekannt war, hatte zuvor bereits Constantinus Africanus unter Mithilfe seines Schülers Johannes Afflacius als Pantegni angefertigt. Um 1140 übersetzte Stephan eine von Ibn al-Haytham verfasste, stark arabisch geprägte Zusammenfassung der ptolemäischen Astronomie Almagest als Liber Mamonis in astronomia.
Der Liber regalis verbreitete sich rasch in Europa. Bereits um 1140 wurde er von einem Arzt namens Northungus in Hildesheim benutzt und um dieselbe Zeit entstand eine Abschrift im Skriptorium der Kathedrale von Worcester. Zwei weitere Handschriften aus dem 12. Jahrhundert befinden sich heute in Berlin und Leipzig. Besonders hilfreich für die damaligen Ärzte war ein Breviarium im zweiten Teil des Werkes, in dem die Arzneimittellehre des Pedanios Dioskurides dreisprachig glossiert ist. Simon von Genua nutzte das Breviarium im 13. Jahrhundert für sein medizinisches Wörterbuch Clavis sanationis und erwähnt ihn auch: „Stephanus in synonymio.“ In den Frühdrucken von 1492 und 1523 ist dieses Breviarium nicht mehr enthalten.

## Frühdrucke
- Liber medicinae sive Regalis dispositio. Bernardinus Rizus Novariensis, Venedig 1492. (Digitalisat)
- Liber totius medicine necessaria continens quem sapientissimus Haly filius abbas discipulus abimeber moysi klyseiar edidit regias inscripit, unde ex regalis dispositionis nomen assumpsit. Michael de Capella, Lyon 1523. (Digitalisat)